# Liste der österreichischen Meister
Eine Liste der österreichischen Meister gibt es in folgenden Sportarten:
- Österreichische Staatsmeisterschaft Dreiband
- Österreichische Staatsmeisterschaften im Eisschnelllauf
- Österreichische Staatsmeisterschaften im Golf
- Österreichische Staatsmeisterschaft im Judo
  - Erste Judo Bundesliga
  - Frauen Judo Bundesliga
- Österreichische Staatsmeisterschaften im Kunstturnen
- Österreichische Staatsmeisterschaften in der Leichtathletik
- Österreichische Motorrad-Staatsmeisterschaft
- Österreichische Rallye-Staatsmeisterschaft
- Österreichische Staatsmeisterschaften im Pferdesport
- Österreichische Meisterschaften im Mountainbike
- Österreichische Straßen-Radmeisterschaften
- Österreichische Staatsmeisterschaften in Rhythmischer Gymnastik
- Österreichische Staatsmeisterschaften im Skilanglauf
- Österreichische Staatsmeisterschaften im Sporttanzen

- Liste der österreichischen Faustballmeister
- Liste der österreichischen Meister im Biathlon
- Liste der österreichischen Meister im Firngleiten
- Liste der österreichischen Meister im Grasskilauf
- Liste der österreichischen Meister im Pony-Fahrsport
- Liste der österreichischen Meister im Radball
- Liste der österreichischen Meister im Skeleton
- Liste der österreichischen Meister im Skilanglauf
- Liste der österreichischen Meister im Skispringen
- Liste der österreichischen Meister im alpinen Skisport
- Liste der österreichischen Meister in der Nordischen Kombination
- Liste der österreichischen Staatsmeister im Klettern